# یواس‌اس پوستا (۱۸۵۷)
یواس‌اس پوستا (۱۸۵۷) (به انگلیسی: USS Peosta (1857)) یک کشتی بود که طول آن 151’ 2” بود. این کشتی در سال ۱۸۵۷ ساخته شد.